# رالی ژاپن ۲۰۲۴
رالی ژاپن ۲۰۲۴ (همچنین به عنوان رالی ژاپن فوروم۸ ۲۰۲۴ نیز شناخته می‌شود) یک رویداد اتومبیل رانی برای خودروهای رالی است که از ۲۱ تا ۲۴ نوامبر ۲۰۲۴ در کشور ژاپن برگزار شد. این رویداد نهمین دوره مسابقات رالی ژاپن و آخرین دور از مسابقات رالی قهرمانی جهان ۲۰۲۴، مسابقات رالی قهرمانی جهان ۲ و مسابقات رالی قهرمانی جهان ۳ بود. این رویداد در ناگویا و در منطقه چوبو در بیست و یک مرحله ویژه (استیج) برگزار شد که مسافت رقابتی کلی ۳۰۲٫۵۹ کیلومتر (۱۸۸٫۰۲ مایل) را پوشش می‌دهد.
الفین ایوانز و اسکات مارتین مدافعان برد در این رویداد هستند و تیم آنها، تویوتا گازو ریسینگ، مدافع برد سازندگان هستند. آندریاس میکلسن و تورشتاین اریکسن مدافعان برد در کلاس رالی ۲ هستند. جیسون بیلی و شین پترسون مدافعان برد در کلاس رالی ۳ هستند.

## لیست ورودی

### کلاس رالی ۱
| شماره. | راننده           | نقشه خوان       | تیم                               | خودرو                   | وضعیت قهرمانی             | لاستیک |
| ------ | ---------------- | --------------- | --------------------------------- | ----------------------- | ------------------------- | ------ |
| 8      | اوت تاناک        | مارتین جروئوجا  | هیوندای شل موبیلز دبلیو‌آر‌تی       | هیوندای آی۲۰ ان رالی۱   | راننده، نقشه خوان، سازنده | P      |
| 9      | آندریاس میکلسن   | تورشتاین اریکسن | هیوندای شل موبیلز دبلیو‌آر‌تی       | هیوندای آی۲۰ ان رالی۱   | راننده، نقشه خوان، سازنده | P      |
| 11     | تیری نوویل       | مارتین ویدایگه  | هیوندای شل موبیلز دبلیو‌آر‌تی       | هیوندای آی۲۰ ان رالی۱   | راننده، نقشه خوان، سازنده | P      |
| 13     | گریگوری مونستر   | لویی لوکا       | تیم رالی جهانی ام-اسپورت          | فورد پوما رالی۱         | راننده، نقشه خوان، سازنده | P      |
| 16     | آدرین فورمو      | الکساندر کوریا  | تیم رالی جهانی ام-اسپورت          | فورد پوما رالی۱         | راننده، نقشه خوان، سازنده | P      |
| 17     | سباستین اوژیه    | وینسنت لندی     | تیم رالی جهانی تویوتا گازو ریسینگ | تویوتا جی‌ار یاریس رالی۱ | راننده، نقشه خوان، سازنده | P      |
| 18     | تاکاموتو کاتسوتا | آرون جانستن     | تیم رالی جهانی تویوتا گازو ریسینگ | تویوتا جی‌ار یاریس رالی۱ | راننده، نقشه خوان، سازنده | P      |
| 33     | الفین ایوانز     | اسکات مارتین    | تیم رالی جهانی تویوتا گازو ریسینگ | تویوتا جی‌ار یاریس رالی۱ | راننده، نقشه خوان، سازنده | P      |